# Víctor Campuzano
Víctor Campuzano Bonilla (Barcellona, 31 maggio 1997) è un calciatore spagnolo, attaccante svincolato.

## Carriera
Cresciuto nel settore giovanile dell'Espanyol, il 17 maggio 2016, in scadenza di contratto, passa al Castilla, con cui firma un triennale. Il 13 luglio 2018 fa ritorno all'Espanyol, venendo assegnato alla seconda squadra del club. Il 15 agosto 2019 esordisce con la prima squadra dei Blanquiazules, nella partita di Europa League valida per il terzo turno preliminare, segnando una doppietta da subentrato contro il Lucerna.

## Statistiche

### Presenze e reti nei club
Statistiche aggiornate al 7 gennaio 2021.
| Stagione          | Squadra           | Campionato        | Campionato | Campionato | Coppe nazionali | Coppe nazionali | Coppe nazionali | Coppe continentali | Coppe continentali | Coppe continentali | Altre coppe | Altre coppe | Altre coppe | Totale | Totale |
| Stagione          | Squadra           | Comp              | Pres       | Reti       | Comp            | Pres            | Reti            | Comp               | Pres               | Reti               | Comp        | Pres        | Reti        | Pres   | Reti   |
| ----------------- | ----------------- | ----------------- | ---------- | ---------- | --------------- | --------------- | --------------- | ------------------ | ------------------ | ------------------ | ----------- | ----------- | ----------- | ------ | ------ |
| 2016-2017         | Castilla          | SDB               | 25         | 6          | -               | -               | -               | -                  | -                  | -                  | -           | -           | -           | 25     | 6      |
| 2017-2018         | Castilla          | SDB               | 22         | 2          | -               | -               | -               | -                  | -                  | -                  | -           | -           | -           | 22     | 2      |
| Totale Castilla   | Totale Castilla   | Totale Castilla   | 47         | 8          |                 | -               | -               |                    | -                  | -                  |             | -           | -           | 47     | 8      |
| 2018-2019         | Espanyol B        | SDB               | 32         | 15         | -               | -               | -               | -                  | -                  | -                  | -           | -           | -           | 32     | 15     |
| sett. 2019        | Espanyol B        | SDB               | 1          | 1          | -               | -               | -               | -                  | -                  | -                  | -           | -           | -           | 1      | 1      |
| Totale Espanyol B | Totale Espanyol B | Totale Espanyol B | 33         | 16         |                 | -               | -               |                    | -                  | -                  |             | -           | -           | 33     | 16     |
| 2018-2019         | Espanyol          | PD                | 0          | 0          | CR              | 0               | 0               | -                  | -                  | -                  | -           | -           | -           | 0      | 0      |
| 2019-2020         | Espanyol          | PD                | 20         | 0          | CR              | 1               | 0               | UEL                | 8                  | 5                  | -           | -           | -           | 29     | 5      |
| 2020-2021         | Espanyol          | SD                | 4          | 0          | CR              | 1               | 0               | -                  | -                  | -                  | -           | -           | -           | 5      | 0      |
| Totale Espanyol   | Totale Espanyol   | Totale Espanyol   | 24         | 0          |                 | 2               | 0               |                    | 8                  | 5                  |             | -           | -           | 34     | 5      |
| Totale carriera   | Totale carriera   | Totale carriera   | 104        | 24         |                 | 2               | 0               |                    | 8                  | 5                  |             | -           | -           | 114    | 29     |